# Charbonnerie
Die Charbonnerie (französisch für Köhlerei) war ein französischer Geheimbund des 19. Jahrhunderts, der sich aus Geheimorganisationen zur Zeit der Restauration und gemäß den italienischen Carbonari entwickelt hatte.
Die Charbonnerie hatte ihren Mittelpunkt in der Gegend von Paris. Sie entfaltete weitreichende Aktivität während des Spanisch-Französischen Krieges und versuchte auch nach dem Sieg der Reaktion in Spanien die Bevölkerung im revolutionären Sinne zu beeinflussen.
Nach der Julirevolution 1830 schlossen sich die führenden Mitglieder der Regierung Louis Philippes an. Die letzten Reste wurden 1841 in Südfrankreich aktiv, dann verschwand der Geheimbund.
Zu den Gebräuchen und zur Terminologie siehe auch Carbonari.